# Lox
El lox (en ídix: לאַקס) és un filet de salmó salmorrat. És un tipus de producte de salmó que se serveix sovint sobre un bagel amb formatge crema, i sol estar guarnit amb tomàquet, ceba a rodanxes, cogombres i tàperes.
La paraula lox (anglès dels Estats Units) deriva de la paraula ídix per a salmó, לאַקס laks, que en última instància deriva de la paraula germànica per a salmó, *laks-. La paraula lox té relació amb nombroses llengües germàniques; per exemple, el salmó curat als països escandinaus es coneix amb diferents versions del nom gravlax o gravad laks (lax o laks significa "salmó" en les llengües escandinaves). La seva àmplia distribució probablement significa que existia en la seva forma actual en una llengua protoindoeuropea.
Productes similars:
- El Nova o salmó de Nova Escòcia, de vegades anomenat Nova lox. Es cura amb una salmorra més suau i després es fuma en fred.
- El salmó escocès o d'estil escocès. Una barreja de sal i de vegades sucres, espècies i altres aromes s'aplica directament a la carn del peix; això s'anomena "salmorrat sec" o "estil escocès". A continuació, s'esbandeix la barreja de salmorra i es fuma el peix.
- Salmó fumat d'estil nòrdic. El peix és curat amb sal i fumat en fred.
- Gravad lax o gravlax, un mitjà nòrdic tradicional per preparar salmó. El salmó es recobreix amb una barreja d'espècies, que inclou anet, sucres i sal. Sovint se serveix amb una salsa dolça de mostassa i anet.